# Giovanni Borgia, duce de Gandia
Giovanni Borgia a fost fiul lui Papa Alexandru al VI-lea (Rodrigo Borgia ) și al amantei sale Vannozza dei Cattanei.
Data nașterii este necunoscută. Unii istorici afirmă că Giovanni s-a născut în Italia în anul 1475, alții în 1476. Era fratele mai mic al lui Cesare Borgia, Duce de Romagna și de Valentinois. 
În 1492 Giovanni Borgia preia comanda armatelor papale. El a fost făcut al doilea  duce de Gandia, Duce de Sessa, guvernator al Sf. Petru, și Gonfalonier și căpitan general al Bisericii.  
În noaptea de  14 iunie 1497 Giovanni a fost asasinat. Cauza morții sale a fost una controversată. Cert este ca exista trei suspecți principali: primul ar fi un membru al familiei Orsini, ura lor pentru familia Borgia fiind cunoscută de toată Italia. Al doilea suspect a fost chiar fratele său Cesare datorita geloziei pe care o simțea față de fratele sau, Juan era mult mai chipeș decât el , era fiul favorit al lui Alexandru și cel mai important deținea titlul la care râvnea Cesare de atâta timp.
Ultimul suspect este celălalt frate al sau: Gioffre. Acesta ar fi aflat de relația lui Giovanni cu soția sa Sancia de Aragon  și astfel ar fi hotărât sa se răzbune.
Trupul lui Giovanni a fost găsit în Tibru, acesta fiind înjunghiat mortal cu sânge rece.
Giovanni Borgia (Juan borgia) este inmormântat in Biserica Santa Maria del Popolo.

## În cultura populară
- În cele mai multe adaptări el apare cu numele sau spaniol Juan.
- În romanul de istorie ficțiune al Mariei Puzzo, Familia, el este ucis de fratele sau mai mic Gioffre, de aici începând acțiunea povestii
- În 2011 Juan Borgia este jucat de actorul britanic David Oakes în serialul The Borgias produs de Showtime. În aceasta adaptare Giovanni este ucis de Cesare Borgia (Francois Arnaud) în episodul 9 al sezonului 2 numit „World of Wonders”.
- Tot în 2011 Juan este interpretat de actorul francez Stanley Weber în serialul francez/german Borgia (serial TV). De aceasta data moartea lui este plănuită de Lucrezia Borgia cu ajutorul amantului său Perotto Calderon.